# Liugongmiao (köpinghuvudort i Kina, Jiangxi Sheng, lat 28,11, long 115,31)
Liugongmiao är en köpinghuvudort i Kina. Den ligger i provinsen Jiangxi, i den sydöstra delen av landet, omkring 85 kilometer sydväst om provinshuvudstaden Nanchang. Antalet invånare är 19 285. Befolkningen består av 9 278 kvinnor och 10 007 män. Barn under 15 år utgör 18,0 %, vuxna 15-64 år 73 %, och äldre över 65 år 7,0 %.
Runt Liugongmiao är det tätbefolkat, med 411 invånare per kvadratkilometer. Närmaste större samhälle är Xinjie, 16,9 km nordost om Liugongmiao. Trakten runt Liugongmiao består till största delen av jordbruksmark.
Genomsnittlig årsnederbörd är 2 092 millimeter. Den regnigaste månaden är maj, med i genomsnitt 337 mm nederbörd, och den torraste är oktober, med 32 mm nederbörd.